# Hyllus plexippoides
Hyllus plexippoides är en spindelart som beskrevs av Simon 1906. Hyllus plexippoides ingår i släktet Hyllus och familjen hoppspindlar. Inga underarter finns listade i Catalogue of Life.